# Compilation J
Pour les articles homonymes, voir Compilation.
La compilation J de l'enfance est un récit apocryphe chrétien du début du Moyen Âge écrit en latin et portant sur l'enfance de Marie, la naissance de Jésus et son enfance. On la qualifie de compilation puisqu'il s'agit du rassemblement de plusieurs textes. La lettre J vient du nom de son premier éditeur, Montagues Rhode James, qui l'a publiée en 1927.

## Histoire du texte
La compilation J originelle n'existe plus, cependant la recherche contemporaine a permis d'en reconstruire les sources :
- L'Évangile du Pseudo-Matthieu.
- Une compilation plus ancienne, appelée compilation I, qui est également à l'origine d'apocryphes irlandais : le Liber Flavus Fergusiorum et le Récit de l'enfance de Leabhar Breac. Cette compilation puise elle-même à deux sources :
  - Le Protévangile de Jacques
  - Une « source spéciale », correspondant peut être au Liber de natiuitate saluatoris et de Maria uel obstetrice apocryphus mentionné dans le décret de Gélase[2].

La compilation J a pris deux formes distinctes :
- La forme Arundel, qui a intégré des éléments du Pseudo-Matthieu.
- La forme Hereford, qui a intégré :
  - Le Libellus de Nativitate Mariae.
  - Le Sermon Pseudo-Augustinien Appendice 195[3].

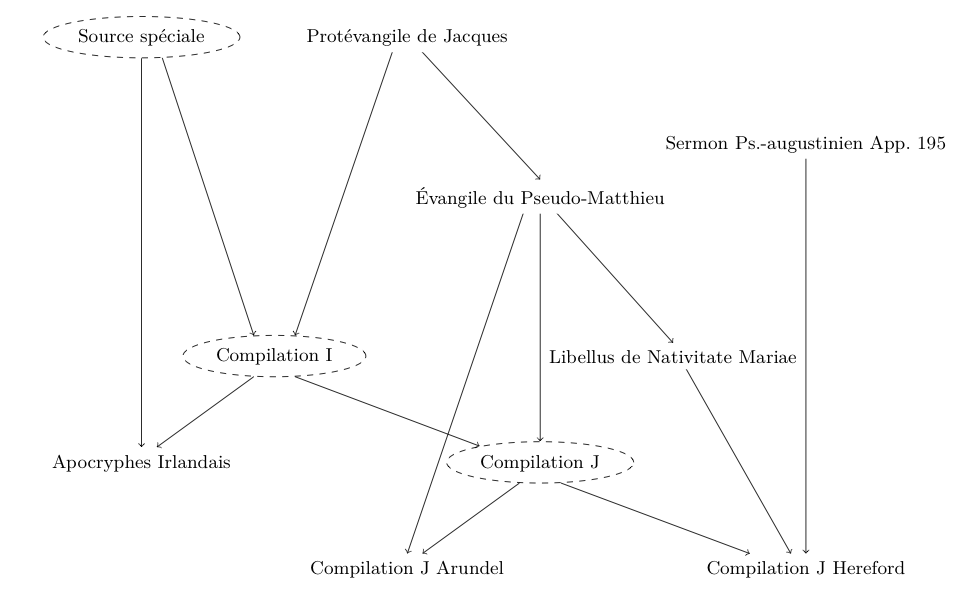
Stemma de la compilation J

 Les relations entre ces textes peuvent être visualisées dans le stemma ci-joint.
On date l'origine de la compilation J avant l'an 800, date du manuscrit connu le plus ancien. La compilation J dépendant du Pseudo-Matthieu, elle ne peut remonter avant le milieu du VIe siècle, date la plus ancienne attribuée au Pseudo-Matthieu. En revanche, la séparation entre les deux branches ne reçoit pas de datation.

## Contenu du texte

### Forme Arundel
La forme Arundel reçoit la plus ancienne attestation manuscrite en 800.
Son contenu peut se résumer ainsi :
- Prologue attribuant le texte à l'évangéliste Matthieu. La traduction est attribuée à Jérôme de Stridon. Le prologue se présente comme une lettre de Jérôme à Chromace d'Aquilée et Héliodore d'Altino[a 1], la réponse suivant.
- Naissance et enfance de Marie au Temple. Mariage avec Joseph, Annonciation, Visitation et Ordalie de Marie et Joseph.
- Journée à Bethléem pour le recensement.
- Fuite de Jean-Baptiste et d'Élisabeth, meurtre de Zacharie. Passage repris du Protévangile de Jacques.
- Miracles de Jean-Baptiste dans le désert.
- Fuite en Égypte de Jésus et sa famille. Passage repris en grande partie de l'Évangile du Pseudo-Matthieu.
- Récit du retour d'Égypte
- Miracle de l'enfant Jésus.

### Forme Hereford
La forme Hereford ne contient ni le prologue, ni la vie de Jean-Baptiste, ni les récits qui suivent la fuite en Égypte. En outre les récits suivants divergent en partie par rapport à la forme Arundel :
- Récit de la découverte par Joseph de la grossesse de Marie : le forme Hereford reprend ici, en partie, le sermon pseudo-augustinien.
- Récit de la fuite en Égypte (présent uniquement dans certaines formes de la forme Hereford).